# Maximilian Heidenreich
Maximilian Heidenreich (* 9. Mai 1967 in Hannover; † 6. November 2024 in Waldkirch) war ein deutscher Fußballspieler und ‑trainer.

## Sportliche Laufbahn

### Vereinskarriere
Als vor der Saison 1984/85 der damalige Zweitligist Hannover 96 vor finanziellen Problemen stand, füllte Trainer Werner Biskup den Kader mit Nachwuchskräften auf. So wurde auch Heidenreich als Siebzehnjähriger aus der A-Jugend von Hannover 96 geholt. In seinem ersten Jahr als Profi spielte er sich in den Stammkader der 96er und verhalf durch konstante Leistungen seinem Verein mit zum Aufstieg in die Bundesliga. Der FC Bayern München meldete Interesse an dem jungen Spielmacher an, dem Experten großes Talent bescheinigten; zu einem Wechsel kam es jedoch nicht. Am Ende der Bundesligasaison 1985/86 stiegen die Hannoveraner wieder in die 2. Liga ab, Heidenreich zählte auch in der folgenden Zweitligasaison zum Stammpersonal.
In der Saison 1987/88 spielte Heidenreich für den TSV 1860 München in der Bayernliga. 1988 wechselte er zu Eintracht Frankfurt in die Bundesliga, konnte sich dort aber nicht durchsetzen. Nach einem weiteren Jahr in Hannover schloss er sich 1990 dem FC Basel an, für den er zwei Jahre lang aktiv war.
Zwischen 1992 und 1997 spielte Heidenreich unter Trainer Volker Finke für den SC Freiburg. Mit dem Sport-Club stieg er 1993 in die Bundesliga auf und belegte dort 1995 den dritten Platz, womit sich die Mannschaft für den UEFA-Cup qualifizieren konnte. Unter Finke wurde Heidenreich überwiegend in der Abwehr in einer Dreierkette eingesetzt. Der Durchbruch zum Nationalspieler, der seinen Freiburger Vereinskollegen Jens Todt und Jörg Heinrich seinerzeit gelang, blieb ihm verwehrt. 1997 wechselte er zum VfL Wolfsburg und bestritt 10 Spiele in der Bundesliga, ehe er sich zur Saison 1998/99 der SG Wattenscheid 09 anschloss, dort aber ohne Einsatz blieb. Nach seiner Profikarriere war er noch für den Kreisligisten Blau-Weiß Wiehre aktiv.

### Auswahleinsätze
Aufgrund seiner Leistungen für Hannover 96 gelangte das Talent Mitte der 1980er-Jahre in die deutsche U-21-Auswahl. An der Seite späterer A-Nationalspieler und Weltmeister wie Bodo Illgner und Jürgen Kohler bestritt er drei Spiele für den DFB-Nachwuchs.

## Trainerlaufbahn
Von Anfang 2001 bis kurz vor Ende der Saison 2007/08 trainierte Heidenreich den Freiburger FC, der unter seiner Leitung durchgehend in der Verbandsliga Südbaden spielte. 2008 übernahm er die Leitung der C-Junioren von Blau-Weiß Wiehre, mit denen er im Sommer 2010 in die Landesliga Südbaden aufsteigen konnte. Zusätzlich zu diesem Engagement wurde er im Sommer 2009 Trainer beim SV Weil, der ebenfalls der Verbandsliga Südbaden angehörte. Zur Saison 2011/12 wechselte er zum Ligakonkurrenten FC Denzlingen, bei dem er nach knapp drei Verbandsliga-Spielzeiten Ende März 2014 freigestellt wurde.
Im Frühjahr 2015 kehrte Heidenreich zum SV Weil zurück, der zwischenzeitlich in die Landesliga abgestiegen war. Als sich Mitte März 2017 abzeichnete, dass das von der Vereinsführung vorgegebene Ziel – Aufstieg in die Verbandsliga – verpasst würde, wurde er von seinen Aufgaben entbunden.

## Persönliches
Ab 2007 betrieb Heidenreich mit seiner Frau die Vereinsgaststätte „Schönbergblick“ des SV Blau-Weiß Wiehre.
Er starb am 6. November 2024 an den Folgen einer Darmkrebserkrankung.
Sein Sohn Cedric (* 18. Juli 2000) ist ebenfalls Fußballspieler; zuletzt gehörte er dem Freiburger FC an.